# Тхимпху-чортен

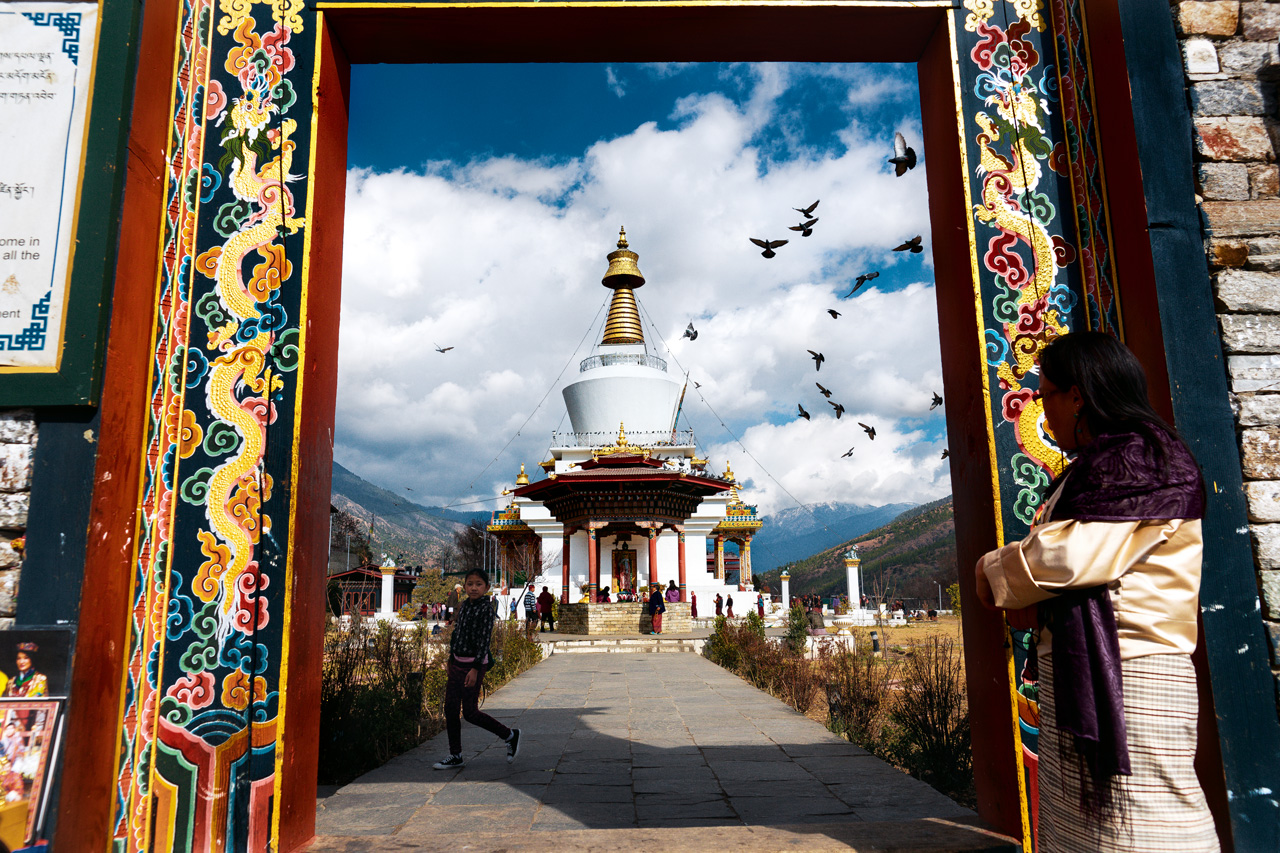
Тхимпху-чортен

Мемориальный чортен в Тхимпху — буддийский монастырь в Бутане, расположенный на Добум Лам в южно-центральной части Тхимпху неподалёку от индийского военного госпиталя. Чортен построен в 1974 году в память о Третьем короле Бутана Джигме Дорджи Вангчуке (1928—1972). Этот чортен очень охотно посещается бутанцами и туристами, он является одной из главных достопримечательностей города. В 2008 году чортен был отремонтирован и расширен. Он считается самым заметным религиозным объектом в Бутане. Он был освящён Дуджомом Ринпоче.
В отличие от других чортенов, он не содержит останков короля, в нём помещена фотография ушедшего короля в церемониальной одежде в зале на первом этаже. Строительство этого чортена соответствует воле короля, который хотел построить пространственное представление сознания Будды.
Чортен посещается паломниками, так как считается что Третий король Бутана обладал особой святостью и чудесными свойствами.

## История
Проект Мемориального чортена принадлежит Дунгсе Ринпоче (1904—1987) в соответствии с традицией школы Ньингма. Чортен был воздвигнут в 1974 году как дань памяти королю, умершему в 1972 году. Строительство осуществлялось по инициативе королевы-матери Аши Пхунцо Чоден Вангчук.

## Архитектура
Чортен планировался как самое заметное религиозное сооружение в столице. Чортен выполнен в тибетском стиле, как классическая ступа, с пирамидальной колонной, увенчаной полумесяцем и Солнцем.
Внутри чортена установлен уникальный алтарь, в центре которого - Будда Самантабхадра, тантрическое божество в форме яб-юм, символизирующего Дхармакаю — глубокое, скрытое тело Будды. По боковым сторонам расположено несколько десятков других тантрических божеств, нередко в гневной форме и в форме яб-юм.
К чортену примыкает монастырское здание.

### Внешняя сторона
Чортен венчает золотой шпиль, над которым ещё один, малый золотой шпиль. Ступа находится в саду. У входа в комплекс стоят защитники — Авалокитешвара, Манджушри и Ваджрапани. Внутри — Шабдрунг, Будда и Падмасамбхава. Справа — большие молитвенные колёса. Старики регулярно приходят крутить молитвенные колёса и в первую очередь большое красное колесо и читают молитвы в храме. У комплекса имеется четыре входа, но только один отрыт для посетителей храма.

### Интерьер
Чортен содержит четыре алтаря в углублениях ступы, в каждом из которых — статуи и мандалы. Нижний этаж посвящён божеству Пхурпа. На алтарях имеются изображения Третьего короля.
Лестница даёт возможность поднться на второй, третий и верхний этажи . На каждом этаже — свои ниши с алтарями, интерьер украшен деревянной резьбой. Третий этаж посвящён школе Кагью.
Тексты в чортене были скрыты Падмасамбхавой, а потом найдены как тертоны в XII и XIX веках.
Верхний этаж содержит изображения богов школы ньингма, соответствуших их видению в промежуточном состоянии бардо. Ещё выше верхнего этажа можно подняться на галерею, откуда открывается вид на город.

## Религиозная практика и праздникицечу

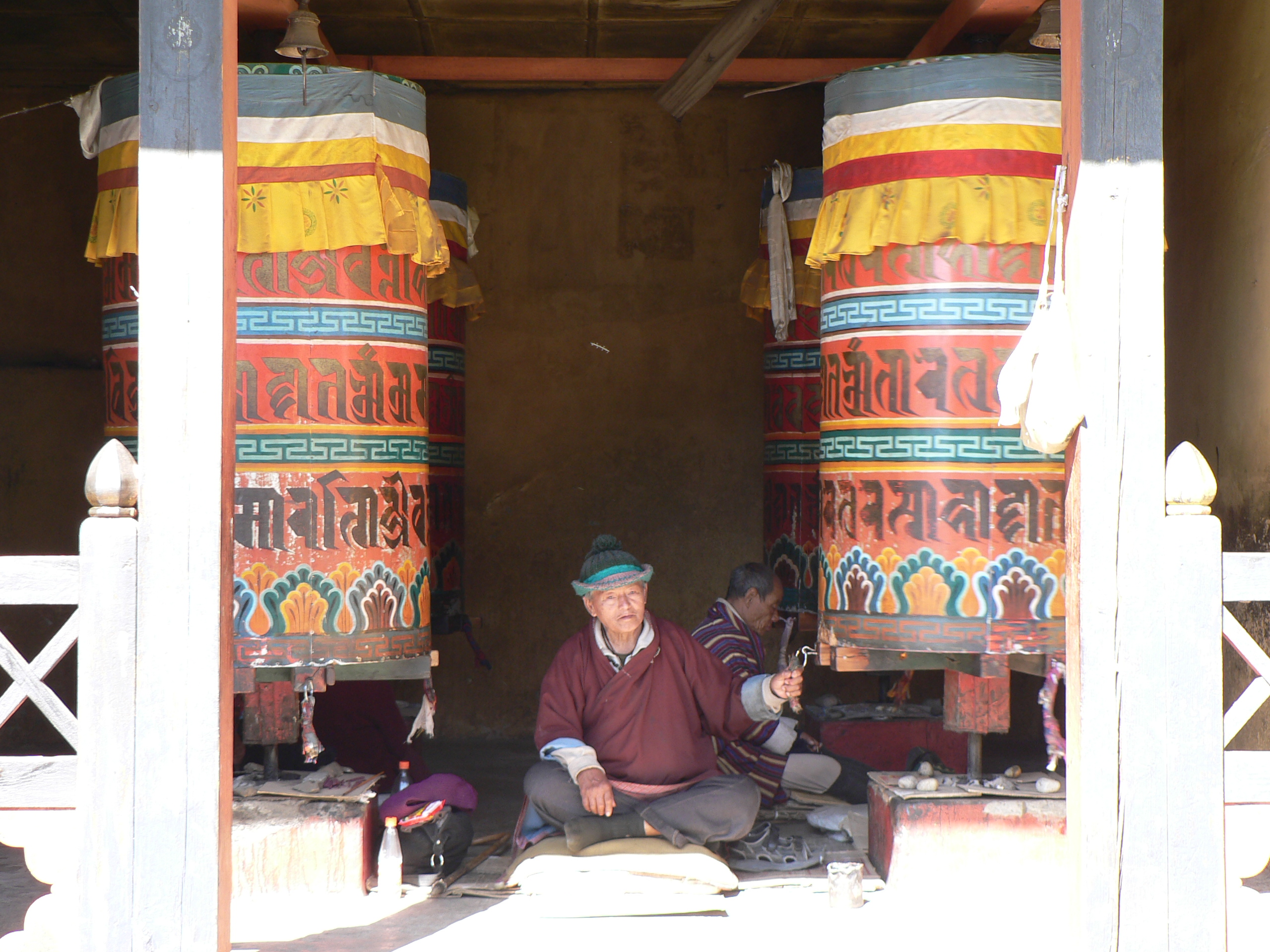
Молитвенные колёса

Чортен принято, в соответствии с буддийской традицией, обходить по часовой стрелке, при этом крутить молитвенные колёса.
Великий праздник «Молам Ченмо» сопровождается ритуалами, которые ведёт Дже Кемпо (религиозный лидер Бутана), он раздаёт благословения собравшимся.